# Вахенрот
Вахенрот (нем. Wachenroth) — община в Германии, в земле Бавария. 
Подчиняется административному округу Средняя Франкония. Входит в состав района Эрланген-Хёхштадт. Подчиняется управлению Хёкстадт ан дер Айш.  Население составляет 2172 человека (на 31 декабря 2010 года). Занимает площадь 23,16 км².
Община подразделяется на 9 сельских округов.

## Население
По оценке на 31 декабря 2015 года население общины Вахенрот составляет 2248 чел. 

| Дата      | 1840 | 1871 | 1900 | 1925 | 1939 | 1950 | 1961 | 1970 | 1987 | 2011 |
| --------- | ---- | ---- | ---- | ---- | ---- | ---- | ---- | ---- | ---- | ---- |
| Население | 1050 | 1308 | 1199 | 1138 | 1141 | 1595 | 1259 | 1330 | 1440 | 2100 |

| Год       | 1960 | 1970 | 1980 | 1990 | 2000 | 2009 | 2010 | 2011 | 2012 | 2013 | 2014 | 2015 |
| --------- | ---- | ---- | ---- | ---- | ---- | ---- | ---- | ---- | ---- | ---- | ---- | ---- |
| Население | 1223 | 1293 | 1470 | 1631 | 2043 | 2202 | 2172 | 2129 | 2144 | 2121 | 2220 | 2248 |